# Mesorregión de Vale do Paraíba Paulista
La Mesorregión de Vale do Paraíba Paulista es una de las quince mesorregiones del estado brasilero de São Paulo. Formada por la unión de 40 municipios agrupados en seis microrregiones.
El Valle del Paraíba, en su porción paulista, se encuentra al este del estado, siendo este la vinculación entre los estados de São Paulo, Minas Gerais y Río de Janeiro y entre las dos mayores Metrópolis nacionales. Entre las Sierra de la Mantiqueira y las Sierra del Mar, posee un importante y diversificado polo industrial.
Su nombre viene del Río Paraíba del sur, que atraviesa toda la región.

## Ciudades
La Mesorregión de Vale do Paraíba Paulista está políticamente subdividida en 6 Microrregiones, con un total de 40 ciudades.
| Ciudades de la Mesorregión de Vale do Paraíba Paulista |                           |
| - Aparecida                                            | - Natividade da Serra     |
| - Arapeí                                               | - Paraibuna               |
| - Areias                                               | - Pindamonhangaba         |
| - Bananal                                              | - Piquete                 |
| - Caçapava                                             | - Potim                   |
| - Cachoeira Paulista                                   | - São Luiz do Paraitinga  |
| - Campos do Jordão                                     | - Queluz                  |
| - Canas                                                | - Roseira                 |
| - Caraguatatuba                                        | - Redenção da Serra       |
| - Cruzeiro                                             | - Santa Branca            |
| - Cunha                                                | - Santo Antônio do Pinhal |
| - Guaratinguetá                                        | - São Bento do Sapucaí    |
| - Igaratá                                              | - São José do Barreiro    |
| - Jacareí                                              | - São José dos Campos     |
| - Jambeiro                                             | - São Luiz do Paraitinga  |
| - Ilhabela                                             | - São Sebastião           |
| - Lagoinha                                             | - Silveiras               |
| - Lavrinhas                                            | - Taubaté                 |
| - Lorena                                               | - Tremembé                |
| - Monteiro Lobato                                      | - Ubatuba                 |

Aunque geográficamente también forman parte del valle, algunas ciudades no comparten la historia en común con las demás ciudades de la región, motivo por el cual están políticamente en la Región Metropolitana de Sao Paulo. Por esto, los valeparaibanos muchas veces desconosen el hecho de que esas ciudades están geográficamente dentro del valle, aunque en los extremos. Ellas son las ciudades de Guararema, Santa Isabel y Salesópolis, que forman parte del Valle del Paraíba, pero no de la Mesorregión del Vale do Paraíba Paulista, la cual solo es una división política.

## Microrregiones
- Bananal
- Campos do Jordão
- Caraguatatuba
- Guaratinguetá
- Paraibuna/Paraitinga
- São José dos Campos